# Bjorn Verhoeven
Bjorn Verhoeven (Neerpelt, 8 december 1979) is een Belgisch radiopresentator en dj die sinds 5 februari 2024 de vaste presentator is van het Radio2-programma Radio 2 middag in Limburg, van 12 tot 13 uur. Ook maakte hij zijn debuut bij het Nederlandse radiostation Veronica op 27 december 2024. 
Hij startte in 2001 mee de zender Qmusic op en werkte van 2012 tot 2018 voor Joe en vervolgens tot 2023 voor Nostalgie. 
Naast radiopresentator is hij ook lang directeur geweest van verschillende sales- en marketingbedrijven.

## Biografie
Verhoeven studeerde boekhouden-informatica aan het Koninklijk Atheneum in Neerpelt. In het hoger onderwijs ging hij audiovisuele kunsten studeren aan het RITCS in Brussel. Dat voor één jaar, daarna ging hij meteen aan de slag in de media. Zijn radiodebuut maakte hij bij Radio Signaal in 1985. Toen vroeg de radiopresentator hem wat hij later wilde worden. "Showbizzman, die plaatjes draait voor de mensen" was toen zijn antwoord. En zo geschiedde. Zijn eerste stapjes als radio-dj zette hij bij de Limburgse zender Radio Holiday in 1995. Een halfjaar later werd hij gevraagd om te gaan werken voor de populaire zender Radio Contact.

## Radiocarrière

### Radio Contact
In 1995 combineerde hij jobs als radiopresentator bij Radio Concorde, Radio Royaal (gericht op Nederland) en Radio Contact. Hij nam bij Radio Contact zaterdagavond voor zijn rekening. Gedurende zijn programma Tsjakaaaa haalde hij zijn enthousiaste presentatiestijl boven. Dat deed hij tot 1999, daarna stapte hij over naar VMMa om te werken voor het commerciële jeugdnetwerk TOPradio. Later van 2003 tot 2005 zou hij ook programmadirecteur worden van deze zender.

### TOPradio
Verhoeven was in de eerste maanden op TOPradio te horen op zaterdagnamiddag, maar schakelde over naar een programma door de week tussen negen en twaalf. Dat was tevens te zien op Kanaal 2. In 2000 begon hij zijn eerste sms-request-programma getiteld 'V-quest' tussen 17 en 20 u. Vanaf dat moment ging Bjorn Verhoeven ook aan de slag als dj. Zo stond hij op de allereerste Tomorowlandeditie, hij speelde al in het Antwerpse Sportpaleis, Flanders Expo en tal van andere Vlaamse zalen.

### 3FM
In 2001 ging hij ook aan de slag bij 3FM om samen met dj Bart Vandermolen een gelegenheidsprogramma te presenteren. Het programma De Belgische Nacht stond in teken van alle Belgische hits, voor het eerst op een Nederlandse zender.

### Q-Music
Gecombineerd met 3FM, startte hij in 2001 mee de Vlaamse zender Q-Music op. dat deed hij samen met Erwin Deckers en Sven Ornelis. Samen met Nathalie Delporte startte hij het programma Top of the Pops. Voor Q-Music werkte hij tot 2012. Daarna maakte hij de overstap naar zusterzender Joe.

### Joe FM
Bij Joe FM startte hij in augustus 2012 met de ochtendshow samen met eerst Lenke Van Olmen en daarna vanaf 2015 Tess Goossens. Later richtte hij het Joe Call Center op, zijn avondprogramma in het weekend, waarin hij op alle mogelijke manieren rechtstreeks in contact stond met de luisteraars. Op zondag 25 februari 2018 was hij voor de laatste keer te horen op Joe. Daarna zei hij de radiowereld even vaarwel om te gaan werken als Chief Brand Officer bij het bouwbedrijf Isola Belgium nv.

### Nostalgie
Amper 10 maanden later ging opnieuw aan de slag als radiopresentator. Radio Nostalgie ging met Verhoeven in zee en daar verzorgde hij sindsdien het avondprogramma in het weekend. Enkele andere dj's bij Nostalgie zijn Marcia Bwarody, Leen Demaré, Herbert Bruynseels en Domi Crommen. Sinds 17 augustus 2020 is hij de vaste presentator van de avondspits op deze zender van 16 u. tot 19 u. op weekdagen tijdens Bjorn Verhoeven Bij Je. Op 30 juni 2023 presenteert Björn zijn laatste programma bij Radio Nostalgie. 

### Radio 2
Op 25 januari 2024 werd bekend gemaakt dat hij opnieuw achter de microfoon kruipt, ditmaal die van Radio 2 Limburg, sinds 5 februari. Ook vervangt hij regelmatig programma's die nationaal worden uitgezonden. 

### Radio Veronica
Op 27 december 2024 maakt hij zijn debuut op het Nederlandse radiostation Veronica.  

## Televisie
Naast enkele programma's in beeld bij Kanaal 2 begin jaren 2000 was hij van 2011 tot 2015 ook eindredacteur van het tv-programma StudioTVL op TV Limburg. Ook als creative producer werkte hij achter de schermen mee aan vele andere nationale tv-programma's zoals De Wensboom op VTM met Niels Destadsbader en de 1212-uitzendingen naar aanleiding van de tsunamiramp.

## Trivia
- In 1998 hielp hij mee bij de oprichting van de Vlaamse muziekgroep K3. Dat jaar werd hij roadmanager van deze meisjesgroep.
- Hij deed onder andere voice-overs bij de televisiezenders VTM, Belgacom TV, Kanaal Z en TV Limburg. Daarnaast sprak hij ook al tal reclamespotjes in voor grote merken en filmtrailers.

Huidig (anno 2023):
Jan Bosman · Anke Buckinx · Alain Claes · Chloé De Bie · Rani De Coninck · Bart-Jan Depraetere · Yves De Wolf · Evi Geysels · Tess Goossens · Kris Mannaerts · Sven Ornelis · Alexandra Potvin · Carl Schmitz · Kenneth Stevens · Raf Van Brussel · Dieter Vandepitte · Ann Van Elsen · Brecht Vanmeirhaeghe · Lenke Van Olmen · Heidi Van Tielen · Kris Wauters
Voormalig (2009–2023):
Luk Alloo (2016–2017) · Born Crain (2017–2020) · Herbert Bruynseels (2009–2017) · Jelle Cleymans (2011, 2022) · Nathalie Delporte (2014–2019) · Leen Demaré (2009–2019) · Leen Dendievel (2023) · Truus Druyts (2009–2017) · Els De Craecker (2009–2017) · Sophie Dewaele (2009–2010) · Michel Follet (2009–2016) · Bert Geenen (2009–2011) · Evy Gruyaert (2023) · Evi Hanssen (2017–2021) · Johan Henneman (2009) · Joris Hessels (2021) · Anne Paulissen (2018–2023) · Kathy Pauwels (2009–2010) · Laurens Pays (2013–2016) · Sofie Santermans (2011–2020) · Tony Talboom (2012–2016) · Jo Van Belle (2013–2016) · Dominique Van Malder (2021) · Elke Van Mello (2011–2021) · Bjorn Verhoeven (2012–2018) · Peter Verhoeven (2018–2019) · Robin Vissenaekens (2012–2016)
Huidig (anno 2023):
Ulrike D'hauwer · Liam D'hert · Dorothee Dauwe · Tom De Cock · Jana De Wilde · Vincent Fierens · Yoren Linsen · Maxine Janssens · Nils Melckenbeeck · Loore Nelen · Regi Penxten · Jolien Roets · Emma Salden · Jan Thans · Maarten Vancoillie · Matthias Vandenbulcke · Paulien Van der Jeugt · Naomi Vanderpoorten · Vincent Vangeel · Liam Van Haverbeke · Dimitri Wouters
Voormalig (2001–2023):
Dorianne Aussems (2013–2014) · Rik Boey (2010–2013, 2015–2017) · Born (2015–2017) · Herbert Bruynseels (2001–2009) · Anke Buckinx (2007–2016) · Bab Buelens (2020) · Armin van Buuren (2021–2022) · Marcia Bwarody (2013–2017) · Joren Carels (2018–2020) · Séverine Champeaux (2013–2015) · Sam De Bruyn (2015–2020) · Erwin Deckers (2001–2008) · Jolien De Greef (2015) · Anneke De Keersmaeker (2002) · Felice Dekens (2011–2022) · Frederika Del Nero (2011–2012) · Nathalie Delporte (2001–2014) · Serge De Marre (2004–2015) · Eline De Munck (2012–2014) · Bart-Jan Depraetere (2001–2019) · Dries De Vis (2019–2020) · Inge De Vogelaere (2017–2020) · Sean Dhondt (2015–2023) · Elien D'hooge (2019–2021) · Yasmina El Messaoudi (2014–2015) · Evi Geysels (2010–2018) · Elizabeth Gesels (2016) · Violette Goemans (2015–2017) · Jenno Hallaert (2012–2015) · Wine Lauwers (2011–2019) · An Lemmens (2015–2019) · Kris Mannaerts (2006–2011) · Kristin Moers (2002–2003) · Marie Monballiu (2014–2021) · Sarah Mylle (2016–2020) · Johan Notebaert (2001–2002) · Wim Oosterlinck (2006–2020) · Sven Ornelis (2001–2016) · Hans Otten (2002–2003) · Xander Peeters (2011–2013) · Astrid Philips (2011–2014) · Elke Plancke (2012–2013) · Jarne Ponet (2023) · Alexandra Potvin (2001–2009) · Jarne Rediers (2021-2023) · Kürt Rogiers (2008–2015) · Thomas Rottier (2021-2023) · Carl Schmitz (2001–2014) · Elias Smekens (2013–2018) · Kenny Smet (2006–2011) · Toon Smet (2015–2018) · Sara Steegen (2011–2012) · Kenneth Stevens (2006–2016) · Loïc Thaler (2015-2016, 2018-2022) · Shalini Van den Langenbergh (2014–2018) · Julie Van den Steen (2021) · Joke van de Velde (2013–2015) · Elke Vanelderen (2005–2006) · Arne Vanhaecke (2015–2016) · Maureen Vanherberghen (2016–2023) · Elke Van Mello (2008–2010) · Francesca Vanthielen (2001–2002) · Erika Van Tielen (2006–2008) · Heidi Van Tielen (2015–2018) · Bjorn Verhoeven (2001–2012) · Peter Verhoeven (2001–2018) · Steffi Vertriest (2013–2015) · Kristien Wollants (2018–2020)